# Transgender Day of Remembrance

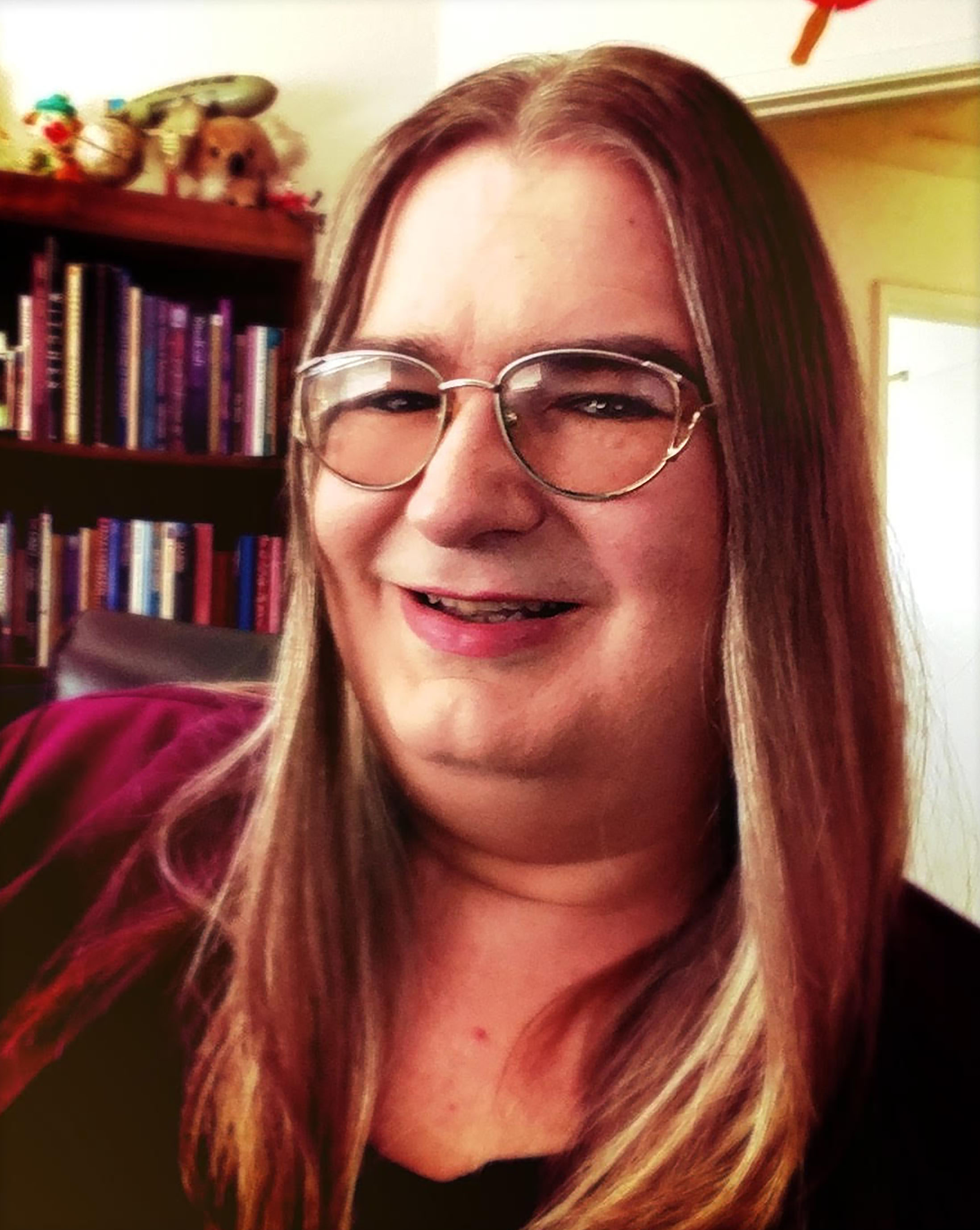
Gwendolyn Ann Smith 2017.

Transgender Day of Remembrance avhålls årligen den 20 november till minne av de personer som mördats under året till följd av transfobi. Dagen uppmärksammas för att påminna om det våld som transpersoner fortsätter att utsättas för.
Minnesdagen instiftades 1999 av transkvinnan Gwendolyn Ann Smith för att högtidlighålla minnet av Rita Hester som mördades i Allston, Massachusetts den 20 november 1998.
Högtidlighållandet av Transgender Day of Remembrance inkluderar ofta uppläsande av namnen på de som dog från 1 oktober föregående år till 30 september innevarande år. Det kan kombineras med till exempel levande ljus, gudstjänster, marscher, konstutställningar, matutdelning och filmvisningar.
Speciellt i USA, men även i andra engelskspråkiga länder som Storbritannien och Australien, föregås Transgender Day of Remembrance av Trans(gender) Awareness Week den 13–19 november.